# Hemley
Hemley är en by och en civil parish i distriktet East Suffolk, Suffolk, England. Orten har 66 invånare (2001). Den har en kyrka.